# L'Assassin (Maupassant)
Pour les articles homonymes, voir L'Assassin.
L'Assassin est une nouvelle de Guy de Maupassant, parue en 1887.

## Historique
L'Assassin est initialement publiée dans la revue Gil Blas du 1er novembre 1887, puis dans le recueil Le Rosier de Mme Husson en 1888.

## Résumé
Un ancien employé de banque, devenu avocat, défend un ancien confrère Jean-Nicolas Lougère, caissier, assassin de son patron M. Langlais victime d'escroqueries de la part de l'épouse de Lougère, une femme de petite vertu…

## Éditions
- 1887 -  L'Assassin, dans Gil Blas
- 1888 -  L'Assassin, dans Le Rosier de Mme Husson recueil paru en 1888 chez l'éditeur Quantin.
- 1979 -  L'Assassin, dans Maupassant, Contes et nouvelles, tome II, texte établi et annoté par Louis Forestier, Bibliothèque de la Pléiade, éditions Gallimard.ozgeod